# جامعة تايوان الوطنية
جامعة تايوان الوطنية هي أول جامعة تأسست في تايوان وعلى مدى الخمسة وسبعين عامًا الماضية اضطرد نموها حتى أصبحت تضم 11 كلية، 54 قسمًا، 96 مدرسة دراسات عليا، والعديد من مراكز الأبحاث. وبلغ عدد طلابها أكثر من 30000 طالب، منهم نحو 17000 طالب في مرحلة الدراسة الجامعية الأولى و 13000 طالب في مرحلة الدراسات العليا. وتنتج مدارس الجامعة نحو 10000 ورقة بحث سنويًا. وتلعب المرافق التعليمية والبحثية الشاملة في الجامعة دورًا هامًا في تقدم تايوان. وتعتبر جامعة تايهوكو (تايبيه) إمبريال اليابانية التي أسست في عام 1928 سلفًا لجامعة تايوان الوطنية، حيث أنه بعد الحرب العالمية الثانية وعودة تايوان إلى السيادة الصينية أعادت حكومة تايوان (التابعة لجمهورية الصين) تنظيم جامعة تايهوكو لتصبح جامعة تايوان الوطنية وتتألف من ست كليات.

## وصلات خارجية
- موقع الجامعة الرسمي (باللغة الإنجليزية)